# Nototriton
Nototriton is een geslacht van salamanders uit de familie longloze salamanders (Plethodontidae). De groep werd voor het eerst wetenschappelijk beschreven door David Burton Wake en Paul Elias in 1983.
Alle soorten komen voor in delen van Midden-Amerika en leven in de landen Costa Rica, Guatemala en Honduras. Het zijn kleine salamanders die een lichaamslengte tot 40 millimeter hebben met een gedrongen lichaamsbouw.

## Soorten
Er zijn tegenwoordig twintig soorten, waarvan er enkele vrij recentelijk voor het eerst wetenschappelijk zijn beschreven. Tussen 2012 en 2018 zijn vijf nieuwe soorten uit Honduras en twee nieuwe soorten uit Costa Rica beschreven. Voorbeelden hiervan zijn Nototriton picucha (2011), Nototriton matama (2012), Nototriton mime (2013) en Nototriton costaricense (2018). In de literatuur wordt hierdoor vaak een afwijkend soortenaantal vermeld. Het merendeel van de soorten is slechts bekend van een gering aantal locaties en exemplaren, sommige soorten zelfs alleen van het holotype.
| Naam                      | Auteur                                                                       | Verspreidingsgebied |
| ------------------------- | ---------------------------------------------------------------------------- | ------------------- |
| Nototriton abscondens     | Taylor, 1948                                                                 | Costa Rica          |
| Nototriton barbouri       | Schmidt, 1936                                                                | Honduras            |
| Nototriton brodiei        | Campbell & Smith, 1998                                                       | Honduras            |
| Nototriton costaricense   | Arias & Kubicki, 2018                                                        | Costa Rica          |
| Nototriton gamezi         | García-París & Wake, 2000                                                    | Costa Rica          |
| Nototriton guanacaste     | Good & Wake, 1993                                                            | Costa Rica          |
| Nototriton lignicola      | McCranie & Wilson, 1997                                                      | Honduras            |
| Nototriton limnospectator | McCranie, Wilson & Polisar, 1998                                             | Honduras            |
| Nototriton major          | Good & Wake, 1993                                                            | Costa Rica          |
| Nototriton matama         | Boza-Oviedo, Rovito, Chaves, García-Rodríguez, Artavia, Bolaños & Wake, 2012 | Costa Rica          |
| Nototriton mime           | Townsend, Medina-Flores, Reyes-Calderón & Austin, 2013                       | Honduras            |
| Nototriton nelsoni        | Townsend, 2016                                                               | Honduras            |
| Nototriton oreadorum      | Townsend, 2016                                                               | Honduras            |
| Nototriton picadoi        | Stejneger, 1911                                                              | Costa Rica          |
| Nototriton picucha        | Townsend, Medina-Flores, Murillo & Austin, 2010                              | Honduras            |
| Nototriton richardi       | Taylor, 1949                                                                 | Costa Rica          |
| Nototriton saslaya        | Köhler, 2002                                                                 | Nicaragua           |
| Nototriton stuarti        | Wake & Campbell, 2000                                                        | Guatemala           |
| Nototriton tapanti        | Good & Wake, 1993                                                            | Costa Rica          |
| Nototriton tomamorum      | Townsend, Butler, Wilson & Austin, 2010                                      | Honduras            |